# 牧謙次郎
牧 謙次郎（まき けんじろう、1972年6月13日 - ）は、日本のシンガーソングライター。愛知県東海市出身。血液型A型。
現在は、ソファ専門店「NOyes」の代表取締役を務める。

## 概要
1999年、東芝EMIよりシングル「おかしい」でメジャーデビュー。原発など過激な表現で一部FM局で放送自粛となる。以後、CDアルバム2枚、シングル5枚をリリース。2002年に東芝EMIとの契約終了。インディーズに活動の場を移す。
2001年、沖田博史（三味線）と異色ユニット無舞を結成。「海江田昌利」名義で「全電脳箱」（ミュージックシーケンサー）を担当。インディペンデントレーベルよりCD4枚をリリース。クラブなどでイベントを行うも2007年1月、活動休止。以後、本名での活動を再開した。
2007年、後半より『吠える会』立ち上げ、活動の場を心機一転、路上ストリートに限定、名古屋・栄交差点角に移し隔週ライブを開催。
2011年、自主レーベル“FIRE WOOD RECORDS”を立ち上げ、2012年、1st.『栄交差点角で』、2015年、2nd.『いつもの栄交差点角で』を発売。
2018年、一心の都合により、活動を断念。
2023年、病の克服、リハビリを兼ねて、活動再開を目指す。

## ディスコグラフィー

### シングル
- おかしい（1999/07/07発売）
- ボクの考え事（1999/09/22発売）
- 飾りの言葉（2000/02/09発売）TBS系列「筋肉番付」エンディングテーマ
- 空よりもっと（2000/05/24発売）
- Beautiful Rain（2000/12/06発売）

### アルバム
- 顔さえもわからない君へ（1999/07/23発売）
- Right Spiral（2001/01/24発売）
- 栄交差点角で（2012/12/13発売）
- いつもの栄交差点角で（2015/7/10発売）